# Karamay
Karamay (in cinese 克拉玛依市, in pinyin Kèlāmǎyī shì) è una città dello Xinjiang nel nordovest della Cina. Nel 2002 constava di una popolazione di 290 000 abitanti. Il nome deriva dalla lingua uigura.
La città è tristemente nota per l'incendio in un cinema del 1994, in cui persero la vita 324 persone di cui 288 bambini.

## Suddivisioni amministrative
- Distretto di Karamay
- Distretto di Dushanzi
- Distretto di Baijiantan
- Distretto di Orku